# Perfect Sense
Perfect Sense è un film del 2011 diretto da David Mackenzie.
Il lungometraggio, interpretato da Eva Green e Ewan McGregor, è stato presentato in anteprima al Sundance Film Festival 2011.

## Trama
Lo chef Michael e l'epidemiologa Susan si conoscono per caso mentre il mondo va verso il proprio collasso, lasciando la popolazione privata dei propri sensi. Il primo senso a sparire è l'olfatto, seguito dal gusto, l'udito e la vista. Nonostante il declino e una morsa di pazzia e violenza che attanaglia il mondo, Michael e Susan in qualche modo riescono ad innamorarsi e a passare insieme momenti di tenerezza.
I motivi per cui i sensi spariscono non sono spiegati o compresi, ma la perdita dei sensi avviene generalmente dopo una crisi: l'olfatto svanisce dopo un attacco di enorme tristezza; il gusto sparisce dopo una specie di collettivo attacco bulimico; l'udito scompare in seguito a uno scoppio collettivo di ira.
“L’umanità inizia a prepararsi al peggio, continuando a sperare il meglio”

## Produzione
Le riprese del film si sono svolte in vari luoghi della città di Glasgow, in Scozia.

## Distribuzione e accoglienza
Il film è stato presentato il 24 gennaio 2011 al Sundance Film Festival ed è uscito nelle sale inglesi e irlandesi il 7 ottobre 2011. La critica lo ha accorto piuttosto freddamente: sull'aggregatore Rotten Tomatoes ha ottenuto un punteggio inferiore al 60%.